# Сијера Леоне
Сијера Леоне (енгл. Sierra Leone), или званично Република Сијера Леоне (енгл. Republic of Sierra Leone), држава је у западној Африци на обали Атлантског океана. На северу и истоку граничи са Гвинејом, а на југу са Либеријом на обали Атлантског океана. Површина државе износи 71.740 km² на којој живи 7.075.641 становник, према подацима пописа из 2015. године. Име Сијера Леоне (шпански  према изворном португалском ) значи „планине лавице”. У историји је позната као центар трговине робљем. У Сијера Леону влада тропска клима, са разноликим околином од савана до кишних шума. Главни град је Фритаун, који је уједно и највећи град, економски, образовни и финансијски центар. Други по величини град је Бо, а остали већи градови су Кенема, Макени и Коиду Таун.
Сијера Леоне је подељен у 4 географске области или регије: Северна, Источна, Јужна и Западна покрајина, које су даље подељене у 14 области или округа. Сваки округ има своју директно изабрану локалну владу, познату као окружно веће. Сијера Леоне има 6 општина: Фритаун, Бо, Кенема, Макени, Коиду Таун и Бонте, које директно бирају своје општинско веће, које предводи градоначелник. Сијера Леоне је парламентарна република, чланица Британске заједнице народа (енг. Commonwealth of Nations, или краће Комонвелт), којој је на челу председник државе, који је уједно и председник владе Сијера Леонеа. Законодавна власт је независна и на челу јој је Врховни суд. Од независности 1961. у Сијера Леону превладавају две главне политичке странке: Народна странка Сијера Леонеа (енгл. Sierra Leone People's Party или SLPP) и Свенародни конгрес (енгл. All People's Congress или APC). Постоје и друге политичке странке, али су без већег утицаја на политику.
Главна привредна грана је рударство, посебно везано уз дијаманте, а Сијера Леоне спада у 10 највећих произвођача дијаманата у свету. Осим дијаманта, извоз руда или минералних сировина је њихов главни доходак, јер Сијера Леоне спада међу највеће произвођаче титанијума и боксита, а значајан је произвођач и злата у свету. Сијера Леоне има нека од највећих налазишта на свијету минерала рутила, који се користи као снажни бели пигмент у бојама и као заштитна облога код електрода за заваривање. Упркос природних богатстава, 70% становника живи у сиромаштву.
У погледу религије у Сијера Леону превладавају муслимани (преко 60%), али постоји и снажна хришћанска мањина. Сијера Леоне се сматра међу најтолерантнијим верским нацијама у свету, будући су присутни бројни бракови између различитих верских припадника. Муслимани и хришћани веома добро сарађују, а верски сукоби су врло ретки. У Сијера Леону постоји 16 етничких група, са властитим језицима и обичајима. Две највеће групе су Менде (превладавају у југоисточном Сијера Леону) и Темне (превладавају у северном Сијера Леону). Иако је енглески језик службени језик, којим се прича у школама и државним установама, главни језик за споразумевање и трговину између различитих етничких група је крио језик (мешавина енглеског и неколико домородачких афричких језика).
Између 1991. и 2002. је владао оружани сукоб између Владе и герилског покрета Револуционарног Уједињеног Фронта (РУФ), у којем је погинуло преко 50 000 људи, главнина инфраструктуре у држави је била уништена, а преко 2 милиона људи је било у избеглиштву (углавном у Гвинеји је било преко милион избеглица из Сијера Леоне). Рат је био обележен бруталностима, унаказивањем цивила и трговином децом, због чега је герилски вођа Фодај Санкох оптужен за ратне злочине, а окончан је војном интервенцијом Уједињеног Краљевства и Гвинеје 2000. Након што је 18. јануара 2002. председник државе Ахмад Тејан Кабах службено објавио завршетак грађанског рата, у Сијера Леонеу је завладала демократија. 

## Име
Име Сијера Леоне (шпански  према изворном португалском ) значи „планине лавице“.

## Географија

### Положај
Државе са којима се Сијера Леоне граничи су Гвинеја и Либерија. Површина државе износи 71.740 km².

### Геологија и рељеф
Дуж обале простире се до 100 km широка мочварна низија, прекинута планинским полуострвом Сијера Леоне на ком се налази главни град Фритаун. У унутрашњости се издижу подручја савана на северу и брежуљкастих шума на југу, а на истоку се налазе планине од којих је највиша Бинтимани (1.948 m) у ланцу Лома.

## Историја
Године 1462. Португалац Педро де Синтра дошао је до обала данашњег Сијера Леонеа. Ускоро је на овом подручју основан већи број европских трговачких станица. 1787. Британци су основали насеље Фритаун за ослобођене робове које је 1808. постало британска крунска колонија. Дана 27. априла 1961. земља је добила независност и постала чланица Комонвелта. Након војних удара 1967. и 1968. проглашена је република.
Године 1991. започео је оружани сукоб Владе и герилског покрета Револуционарног уједињеног фронта (РУФ) који се борио, уз подршку либеријског председника Чарлс Тејлора, за праведнију расподелу прихода добијених продајом дијаманата. Рат је био обележен бруталностима, унаказивањем цивила и регрутовањем деце, због чега је герилски вођа Фодеј Санкох оптужен за ратне злочине, а окончан је војном интервенцијом Уједињеног Краљевства и Гвинеје 2000.

## Становништво
Највеће етничке групе су Менде (34,6%), Темне (31,7%), Лимба (8,4%) и Коно (5,2%). Већина становника су муслимани (60%), следе припадници домаћих религија (30%) и хришћани (10%).

## Привреда
Сијера Леоне је крајње сиромашна земља с великом неједнакошћу у расподели националног богатства. Поседује значајна минерална богатства и пољопривредне ресурсе, али недостатак привредне и друштвене инфраструктуре кочи развој. Две трећине становништва бави се некомерцијалном пољопривредом. Главни извозни производ су наплавни дијаманти, а земља зависи и од иностране помоћи која је у 2004. износила преко 600 милиона УСД.
БДП је за 2004. процењен на 600 УСД по становнику (мерено по ППП-у).
Део становништва земље практикује ритуал сакаћења женских гениталија, од чега је преминуло неколико девојчица.